# КрАЗ-7140
КрАЗ H30.1Е (КрАЗ-7140Н6) — важкий спеціальний чотирьохвісний капотний автомобіль-шасі підвищеної прохідності з колісною формулою 8х6 (четверта вісь - керована), одинарною ошинковкою всіх осей і вантажопідйомністю 30 тонн, оснащений двигуном ЯМЗ-6581.10 потужністю 400-420 кінських сил, екологічного класу Євро-3. Він призначений для монтажу різних конструкцій з особливо важким і габаритним технологічним обладнанням. Особливо чекають такий автомобіль на газових і нафтових копальнях.
Автомобіль створено на основі КрАЗ-65032 з додаванням останньої керованої осі.
Серійне виробництво стартувало 2004 року на АвтоКрАЗі.

## Модифікації
- КрАЗ 7140Н6 (Н30.1Е) — базове шасі вантажопідйомністю 30 т.
- КрАЗ 7140С6 — самоскид на шасі КрАЗ 7140Н6 вантажопідйомністю 25,7 т і об'ємом платформи 18 м3.